# Естерцилі
Естерцилі, Естерцілі (італ. Esterzili, сард. Istersili) — муніципалітет в Італії, у регіоні Сардинія,  провінція Кальярі.
Естерцилі розташоване на відстані близько 360 км на південний захід від Рима, 65 км на північ від Кальярі.
Населення — 676 осіб (2014).
Щорічний фестиваль відбувається 29 вересня. Покровитель — святий Архангел Михаїл.

## Демографія
Населення за роками:

Станом на 1 січня 2023 року в муніципалітеті офіційно проживали 4 іноземці з 2 країн, серед них 3 громадяни країн Євросоюзу.

## Сусідні муніципалітети
- Ескалаплано
- Нуррі
- Орролі
- Садалі
- Сеуі
- Улассаі